# Kronflandern

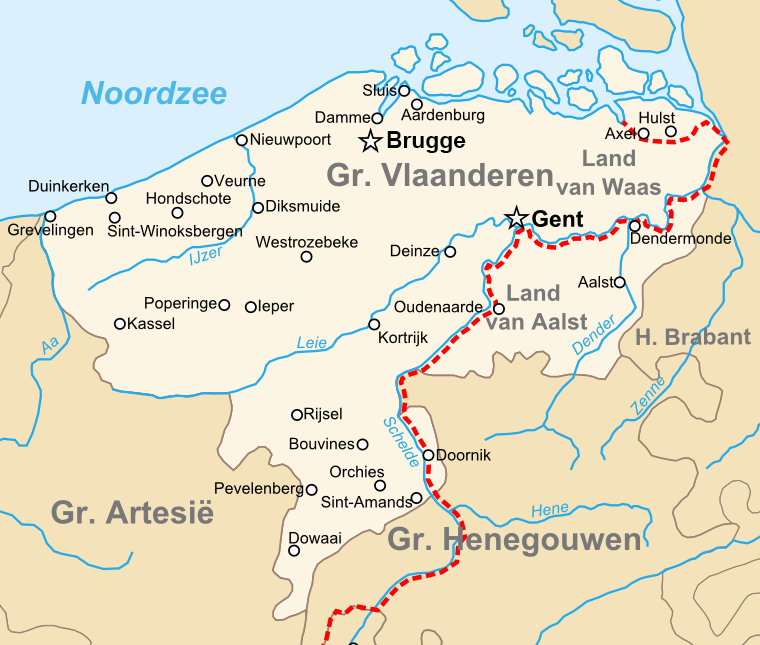
Grafschaft Flandern, in rot die Reichsgrenze

Als Kronflandern wird in der Geschichtswissenschaft der Teil der Grafschaft Flandern abgekürzt bezeichnet, der sich innerhalb des Territoriums des Königreichs Frankreich (also des Westfränkischen Reiches), d. h. westlich des Flusses Schelde, befand, wo der französische König der oberste Lehnsherr war. 
Der im 11. Jahrhundert durch Expansion entstandene Teil der Grafschaft im Gebiet des Heiligen Römischen Reiches Deutscher Nation (östlich des Flusses Schelde), der dem römisch-deutschen König oder Kaiser als Lehnsherr unterstand, wird demgegenüber als Reichsflandern bezeichnet.